# Burntwood
Burntwood è una cittadina di 26 049 abitanti, situata nella contea dello Staffordshire in Inghilterra.